# Linneus (Missouri)
Linneus – miasto w Stanach Zjednoczonych, w stanie Missouri, siedziba administracyjna hrabstwa Linn.